# Benaguasil
Benaguasil – gmina w Hiszpanii, w prowincji Walencja, we wspólnocie autonomicznej Walencja, o powierzchni 25,4 km². W 2011 roku liczyła 11 298 mieszkańców.